# West Butterwick
West Butterwick est un village et une paroisse civile du North Lincolnshire, en Angleterre. Il se situe sur l'île d'Axholme, à environ 6 km au nord-est d'Epworth et à 4 km au nord d'Owston Ferry, sur la rive ouest de la Trent en face de son voisin East Butterwick.
L'église paroissiale anglicane de West Butterwick, classée II, est dédiée à la Vierge. Elle a été construite en 1841 en brique beige, avec une mince tour ouest octogonale. Le Old Vicarage est un autre bâtiment classé au grade II, construit en 1863 par James Fowler de Louth. Une tour de moulin à vent classée 1824 est à Mill Farm sur North Street.
En 1885, le répertoire de Kelly enregistra une chapelle méthodiste primitive et une chapelle baptiste générale. Dans une zone paroissiale de 930 km², des pommes de terre, du blé, de l'avoine et des haricots ont été cultivés.
Commune à l'origine de la paroisse d'Owston, West Butterwick est devenue une paroisse ecclésiastique à part entière en 1841[réf. nécessaire].
Le recensement de 2001 a révélé 776 personnes dans 312 ménages, passant à une population de 795 dans 341 ménages au recensement de 2011.